# Apink/Diskografie
Diese Diskografie ist eine Übersicht über die musikalischen Werke der südkoreanischen Girlgroup Apink. Sie wurde im Jahr 2011 von Cube A Entertainment (heute Play M Entertainment) gegründet.

## Alben

### Studioalben
| Jahr                 | Titel Musiklabel (Vertrieb)                               | Höchstplatzierung, Gesamtwochen, AuszeichnungChartplatzierungen (Jahr, Titel, Musiklabel [Vertrieb], Platzierungen, Wochen, Auszeichnungen, Anmerkungen) | Höchstplatzierung, Gesamtwochen, AuszeichnungChartplatzierungen (Jahr, Titel, Musiklabel [Vertrieb], Platzierungen, Wochen, Auszeichnungen, Anmerkungen) | Anmerkungen                              |
| Jahr                 | Titel Musiklabel (Vertrieb)                               | KR | JP | Anmerkungen                              |
| -------------------- | --------------------------------------------------------- | --- | --- | ---------------------------------------- |
| Südkoreanische Alben |                                                           | | |                                          |
|                      |                                                           | | |                                          |
| 2012                 | Une Année A Cube Entertainment (Loen Entertainment)       | KR4 (92 Wo.)KR | — | Erstveröffentlichung: 9. Mai 2012        |
| 2015                 | Pink Memory A Cube Entertainment (Loen Entertainment)     | KR2 (44 Wo.)KR | JP36 (1 Wo.)JP | Erstveröffentlichung: 21. Juli 2015      |
| 2016                 | Pink Revolution Plan A Entertainment (Loen Entertainment) | KR2 (6 Wo.)KR | JP39 (1 Wo.)JP | Erstveröffentlichung: 26. September 2016 |
| 2022                 | Horn Ist Entertainment (Kakao Entertainment)              | KR4 (3 Wo.)KR | — | Erstveröffentlichung: 14. Februar 2022   |
| Japanische Alben     |                                                           | | |                                          |
|                      |                                                           | | |                                          |
| 2015                 | Pink Season Universal Music Japan                         | — | JP5 (7 Wo.)JP | Erstveröffentlichung: 26. August 2015    |
| 2016                 | Pink Doll Universal Music Japan                           | — | JP10 (3 Wo.)JP | Erstveröffentlichung: 21. Dezember 2016  |
| 2017                 | Pink Stories Universal Music Japan                        | — | JP20 (3 Wo.)JP | Erstveröffentlichung: 27. Dezember 2017  |

### Kompilationen
| Jahr                 | Titel Musiklabel (Vertrieb)                           | Höchstplatzierung, Gesamtwochen, AuszeichnungChartplatzierungen (Jahr, Titel, Musiklabel [Vertrieb], Platzierungen, Wochen, Auszeichnungen, Anmerkungen) | Höchstplatzierung, Gesamtwochen, AuszeichnungChartplatzierungen (Jahr, Titel, Musiklabel [Vertrieb], Platzierungen, Wochen, Auszeichnungen, Anmerkungen) | Anmerkungen                             |
| Jahr                 | Titel Musiklabel (Vertrieb)                           | KR | JP | Anmerkungen                             |
| -------------------- | ----------------------------------------------------- | --- | --- | --------------------------------------- |
| Südkoreanische Alben |                                                       | | |                                         |
|                      |                                                       | | |                                         |
| 2016                 | Dear Plan A Entertainment (Loen Entertainment)        | KR2 (7 Wo.)KR | — | Erstveröffentlichung: 15. Dezember 2016 |
| Japanische Alben     |                                                       | | |                                         |
|                      |                                                       | | |                                         |
| 2014                 | 2011-2014 Best of Apink - Korean Ver. EMI Music Japan | — | JP56 (4 Wo.)JP | Erstveröffentlichung: 17. Dezember 2014 |
| 2018                 | Apink Single Collection Universal Music Japan         | — | JP46 (1 Wo.)JP | Erstveröffentlichung: 30. April 2018    |

### EPs
| Jahr | Titel Musiklabel (Vertrieb)                                    | Höchstplatzierung, Gesamtwochen, AuszeichnungChartplatzierungen (Jahr, Titel, Musiklabel [Vertrieb], Platzierungen, Wochen, Auszeichnungen, Anmerkungen) | Höchstplatzierung, Gesamtwochen, AuszeichnungChartplatzierungen (Jahr, Titel, Musiklabel [Vertrieb], Platzierungen, Wochen, Auszeichnungen, Anmerkungen) | Anmerkungen                             |
| Jahr | Titel Musiklabel (Vertrieb)                                    | KR | JP | Anmerkungen                             |
| ---- | -------------------------------------------------------------- | --- | --- | --------------------------------------- |
| 2011 | Seven Springs of Apink A Cube Entertainment (Stone Music Ent.) | KR6 (47 Wo.)KR | — | Erstveröffentlichung: 19. April 2011    |
| 2011 | Snow Pink A Cube Entertainment (Stone Music Ent.)              | KR7 (53 Wo.)KR | — | Erstveröffentlichung: 22. November 2011 |
| 2013 | Secret Garden A Cube Entertainment (Stone Music Ent.)          | KR2 (109 Wo.)KR | — | Erstveröffentlichung: 5. Juli 2013      |
| 2014 | Pink Blossom A Cube Entertainment (Loen Entertainment)         | KR2 (82 Wo.)KR | — | Erstveröffentlichung: 31. März 2014     |
| 2014 | Pink Luv A Cube Entertainment (Loen Entertainment)             | KR1 (56 Wo.)KR | — | Erstveröffentlichung: 24. November 2014 |
| 2017 | Pink Up Plan A Entertainment (Loen Entertainment)              | KR1 (8 Wo.)KR | JP49 (1 Wo.)JP | Erstveröffentlichung: 26. Juni 2017     |
| 2018 | One & Six Plan A Entertainment (Kakao M)                       | KR1 (7 Wo.)KR | JP32 (1 Wo.)JP | Erstveröffentlichung: 2. Juli 2018      |
| 2019 | Percent Plan A Entertainment (Kakao M)                         | KR3 (3 Wo.)KR | — | Erstveröffentlichung: 7. Oktober 2019   |
| 2020 | Look Play M Entertainment (Kakao M)                            | KR2 (5 Wo.)KR | JP49 (1 Wo.)JP | Erstveröffentlichung: 13. April 2020    |
| 2023 | Self Ist Entertainment (Kakao Entertainment)                   | KR5 (3 Wo.)KR | — | Erstveröffentlichung: 5. April 2023     |

### Single-Alben
| Jahr | Titel Musiklabel (Vertrieb)            | Höchstplatzierung, Gesamtwochen, AuszeichnungChartsChartplatzierungen (Jahr, Titel, Musiklabel [Vertrieb], Platzierungen, Wochen, Auszeichnungen, Anmerkungen) | Anmerkungen                          |
| Jahr | Titel Musiklabel (Vertrieb)            | KR | Anmerkungen                          |
| ---- | -------------------------------------- | --- | ------------------------------------ |
| 2018 | Miracle Plan A Entertainment (Kakao M) | KR6 (2 Wo.)KR | Erstveröffentlichung: 19. April 2018 |

## Singles
| Jahr | Titel Album                                     | Höchstplatzierung, Gesamtwochen, AuszeichnungChartplatzierungen (Jahr, Titel, Album, Platzierungen, Wochen, Auszeichnungen, Anmerkungen) | Höchstplatzierung, Gesamtwochen, AuszeichnungChartplatzierungen (Jahr, Titel, Album, Platzierungen, Wochen, Auszeichnungen, Anmerkungen) | Anmerkungen                                                      |
| Jahr | Titel Album                                     | KR | JP | Anmerkungen                                                      |
| --- | ----------------------------------------------- | --- | --- | ---------------------------------------------------------------- |
| Südkoreanische Singles |                                                 | | |                                                                  |
| |                                                 | | |                                                                  |
| 2011 | I Don’t Know (몰라요) Seven Springs of Apink    | KR20 (10 Wo.)KR | — | Erstveröffentlichung: 19. April 2011                             |
| 2011 | It Girl (Remix Version) –                       | KR47 (3 Wo.)KR | — | Erstveröffentlichung: 22. Juni 2011                              |
| 2011 | My My Snow Pink                                 | KR16 (14 Wo.)KR | — | Erstveröffentlichung: 21. November 2011                          |
| 2012 | April 19th (4월 19일) Une Année                 | KR44 (2 Wo.)KR | — | Erstveröffentlichung: 19. April 2012                             |
| 2012 | Hush Une Année                                  | KR11 (11 Wo.)KR | — | Erstveröffentlichung: 9. Mai 2012                                |
| 2012 | Bubibu (Remix Version) –                        | KR20 (6 Wo.)KR | — | Erstveröffentlichung: 5. Juli 2012                               |
| 2013 | NoNoNo Secret Garden                            | KR3 (20 Wo.)KR | — | Erstveröffentlichung: 5. Juli 2013                               |
| 2014 | Good Morning Baby Pink Luv                      | KR6 (8 Wo.)KR | — | Erstveröffentlichung: 13. Januar 2014                            |
| 2014 | Mr. Chu (On Stage) Pink Blossom                 | KR2 (23 Wo.)KR | — | Erstveröffentlichung: 30. März 2014                              |
| 2014 | My Darling Pink Luv                             | KR28 (2 Wo.)KR | — | Erstveröffentlichung: 27. Juni 2014 Apink BnN (Bomi und Nam-joo) |
| 2014 | Luv Pink Luv                                    | KR2 (26 Wo.)KR | — | Erstveröffentlichung: 24. November 2014                          |
| 2015 | Promise U (새끼손가락) Pink Memory              | KR16 (1 Wo.)KR | — | Erstveröffentlichung: 19. April 2015                             |
| 2015 | Remember Pink Memory                            | KR2 (15 Wo.)KR | — | Erstveröffentlichung: 16. Juli 2015                              |
| 2016 | The Wave (네가 손짓해주면) Pink Revolution      | KR16 (2 Wo.)KR | — | Erstveröffentlichung: 19. April 2016                             |
| 2016 | Only One (내가 설렐 수 있게) Pink Revolution    | KR5 (11 Wo.)KR | — | Erstveröffentlichung: 26. September 2016                         |
| 2016 | Cause You’re My Star (별의 별) Dear             | KR25 (3 Wo.)KR | — | Erstveröffentlichung: 15. Dezember 2015                          |
| 2017 | Always Pink Up                                  | KR32 (1 Wo.)KR | — | Erstveröffentlichung: 19. April 2017                             |
| 2017 | Five Pink Up                                    | KR4 (15 Wo.)KR | — | Erstveröffentlichung: 26. Juni 2017                              |
| 2018 | Miracle (기적 같은 이야기) Miracle              | — | — | Erstveröffentlichung: 19. April 2018                             |
| 2018 | I’m So Sick (1도 없어) One & Six                | KR3 (21 Wo.)KR | — | Erstveröffentlichung: 2. Juli 2018                               |
| 2019 | %% (Eung Eung) (응응) Percent                   | KR17 (14 Wo.)KR | — | Erstveröffentlichung: 7. Januar 2019                             |
| 2020 | Dumhdurum (덤더럼) Look                         | KR2 (32 Wo.)KR | — | Erstveröffentlichung: 13. April 2020                             |
| 2021 | Thank You (고마워) –                            | KR131 (1 Wo.)KR | — | Erstveröffentlichung: 19. April 2021                             |
| 2022 | Dilemma Horn                                    | KR55 (4 Wo.)KR | — | Erstveröffentlichung: 14. Februar 2022                           |
| 2022 | I Want You to Be Happy (나만 알면 돼) Self      | — | — | Erstveröffentlichung: 2022                                       |
| 2023 | D N D Self                                      | KR111 (5 Wo.)KR | — | Erstveröffentlichung: 2023                                       |
| 2023 | Pink Christmas –                                | — | — | Erstveröffentlichung: 2023                                       |
| 2024 | Wait Me There (기억, 그 아름다움) –             | — | — | Erstveröffentlichung: 2024                                       |
| Japanische Singles |                                                 | | |                                                                  |
| |                                                 | | |                                                                  |
| 2014 | NoNoNo -Japanese Ver.- Pink Season              | — | JP4 (11 Wo.)JP | Erstveröffentlichung: 22. Oktober 2014                           |
| 2015 | Mr. Chu (On Stage) -Japanese Ver.- Pink Season  | — | JP2 (7 Wo.)JP | Erstveröffentlichung: 18. Februar 2015                           |
| 2015 | Luv -Japanese Ver.- Pink Season                 | — | JP2 (5 Wo.)JP | Erstveröffentlichung: 20. Mai 2015                               |
| 2015 | Sunday Monday -Japanese Ver.- Pink Doll         | — | JP6 (5 Wo.)JP | Erstveröffentlichung: 9. Dezember 2015                           |
| 2016 | Brand New Days Pink Doll                        | — | JP11 (3 Wo.)JP | Erstveröffentlichung: 23. März 2016                              |
| 2016 | Summer Time! (サマータイム!) Pink Doll          | — | JP2 (3 Wo.)JP | Erstveröffentlichung: 3. August 2016                             |
| 2017 | Bye Bye Pink Stories                            | — | JP5 (3 Wo.)JP | Erstveröffentlichung: 29. März 2017                              |
| 2017 | More Go! Go! (もっとGO!GO!) Pink Stories        | — | JP9 (3 Wo.)JP | Erstveröffentlichung: 25. Juli 2017                              |
| 2017 | Orion Pink Stories                              | — | JP7 (3 Wo.)JP | Erstveröffentlichung: 8. November 2017                           |
| Folgende Lieder erschienen nicht als Single, wurden aber durch das Album zum Download und Streaming bereitgestellt und konnten somit eine Platzierung erlangen: |                                                 | | |                                                                  |
| |                                                 | | |                                                                  |
| 2012 | Cat (고양이) Une Année                          | KR175 (1 Wo.)KR | — | Charteinstieg: 2012                                              |
| 2012 | Bubibu Une Année                                | KR120 (2 Wo.)KR | — | Charteinstieg: 2012                                              |
| 2012 | Step Une Année                                  | KR170 (1 Wo.)KR | — | Charteinstieg: 2012                                              |
| 2012 | Boy Une Année                                   | KR189 (1 Wo.)KR | — | Charteinstieg: 2012                                              |
| 2012 | I Got You Une Année                             | KR187 (1 Wo.)KR | — | Charteinstieg: 2012                                              |
| 2012 | Up to the Sky (하늘 높이) Une Année             | KR156 (1 Wo.)KR | — | Charteinstieg: 2012 feat. Yong Jun-hyung                         |
| 2013 | U You Secret Garden                             | KR42 (4 Wo.)KR | — | Erstveröffentlichung: 5. Juli 2013                               |
| 2013 | Lovely Day Secret Garden                        | KR67 (2 Wo.)KR | — | Erstveröffentlichung: 5. Juli 2013                               |
| 2013 | I Need You (난 니가 필요해) Secret Garden       | KR127 (2 Wo.)KR | — | Erstveröffentlichung: 5. Juli 2013                               |
| 2013 | Secret Garden                                   | KR136 (1 Wo.)KR | — | Erstveröffentlichung: 5. Juli 2013                               |
| 2014 | Sunday Monday Pink Blossom                      | KR27 (1 Wo.)KR | — | Erstveröffentlichung: 31. März 2014                              |
| 2014 | Fairytale Love (사랑동화) Pink Blossom          | KR34 (1 Wo.)KR | — | Erstveröffentlichung: 31. März 2014                              |
| 2014 | So Long Pink Blossom                            | KR37 (1 Wo.)KR | — | Erstveröffentlichung: 31. März 2014                              |
| 2014 | Crystal Pink Blossom                            | KR38 (1 Wo.)KR | — | Erstveröffentlichung: 31. März 2014                              |
| 2014 | Mr. Chu Pink Blossom                            | KR57 (1 Wo.)KR | — | Erstveröffentlichung: 31. März 2014                              |
| 2014 | Secret Pink Luv                                 | KR14 (4 Wo.)KR | — | Erstveröffentlichung: 24. November 2014                          |
| 2014 | Wanna Be Pink Luv                               | KR37 (1 Wo.)KR | — | Erstveröffentlichung: 24. November 2014                          |
| 2014 | Not an Angel (천사가 아냐) Pink Luv             | KR39 (1 Wo.)KR | — | Erstveröffentlichung: 24. November 2014                          |
| 2014 | Love Like a Fairytale (동화 같은 사랑) Pink Luv | KR45 (1 Wo.)KR | — | Erstveröffentlichung: 24. November 2014                          |
| 2015 | Attracted to You (끌려) Pink Memory             | KR63 (1 Wo.)KR | — | Erstveröffentlichung: 31. Juli 2015                              |
| 2015 | Petal (꽃잎점) Pink Memory                      | KR70 (1 Wo.)KR | — | Erstveröffentlichung: 31. Juli 2015                              |
| 2015 | Perfume Pink Memory                             | KR92 (1 Wo.)KR | — | Erstveröffentlichung: 31. Juli 2015                              |
| 2015 | Dejavu Pink Memory                              | KR95 (1 Wo.)KR | — | Erstveröffentlichung: 31. Juli 2015                              |
| 2016 | Boom Pow Love Pink Revolution                   | KR89 (1 Wo.)KR | — | Erstveröffentlichung: 26. September 2016                         |
| 2017 | Eyes Pink Up                                    | KR75 (1 Wo.)KR | — | Erstveröffentlichung: 26. Juni 2017                              |
| 2017 | Kok Kok Pink Up                                 | KR97 (1 Wo.)KR | — | Erstveröffentlichung: 26. Juni 2017                              |

## Videoalben
| Jahr | Titel                                                  | Höchstplatzierung, Gesamtwochen, AuszeichnungChartsChartplatzierungen (Jahr, Titel, Platzierungen, Wochen, Auszeichnungen, Anmerkungen) | Anmerkungen                             |
| Jahr | Titel                                                  | JP | Anmerkungen                             |
| ---- | ------------------------------------------------------ | --- | --------------------------------------- |
| 2015 | Apink 1st Concert (Pink Paradise) DVD                  | JP22 (3 Wo.)JP | Erstveröffentlichung: 24. Juni 2015     |
| 2016 | Apink 1st Live Tour 2015 ～Pink Season～               | JP17 (3 Wo.)JP | Erstveröffentlichung: 10. Februar 2016  |
| 2016 | Apink 2nd Concert Pink Island In Seoul                 | JP23 (2 Wo.)JP | Erstveröffentlichung: 9. März 2016      |
| 2016 | Apink 2nd Live Tour 2016 (Pink Summer)                 | JP27 (2 Wo.)JP | Erstveröffentlichung: 16. Oktober 2016  |
| 2017 | Apink 3rd Concert: Pink Party                          | — | Erstveröffentlichung: 4. September 2017 |
| 2018 | Apink 3rd Live Tour 2017 “3years” at Pacifico Yokohama | JP33 (2 Wo.)JP | Erstveröffentlichung: 24. Januar 2018   |
| 2018 | Pink Space 2018                                        | — | Erstveröffentlichung: 20. Juni 2018     |
| 2019 | Apink 5th Concert 2019 Pink Collection：Red & White    | — | Erstveröffentlichung: 28. Dezember 2019 |

## Musikvideos
| Jahr | Titel                          | Regisseur(e)                       |
| ---- | ------------------------------ | ---------------------------------- |
| 2011 | I Don’t Know (몰라요)          | Zanybros                           |
| 2011 | Wishlist                       | Zanybros                           |
| 2011 | It Girl                        | Zanybros                           |
| 2011 | My My                          | Zanybros                           |
| 2012 | Hush                           | Zanybros                           |
| 2013 | NoNoNo                         | Zanybros                           |
| 2013 | Secret Garden                  | Zanybros                           |
| 2013 | U You                          | –                                  |
| 2014 | Good Morning Baby              | –                                  |
| 2014 | Mr. Chu                        | Digipedi                           |
| 2014 | Crystal                        | –                                  |
| 2014 | Luv                            | Zanybros                           |
| 2015 | Promise U                      | –                                  |
| 2015 | Remember                       | Zanybros                           |
| 2015 | Petal (꽃잎점)                 | Zanybros                           |
| 2016 | The Wave (네가 손짓해주면)     | –                                  |
| 2016 | Only One (내가 설렐 수 있게)   | Joo Hee Sun                        |
| 2016 | Cause You’re My Star (별의 별) | Tiger Cave                         |
| 2017 | Always                         | –                                  |
| 2017 | Five                           | Sillyfilm                          |
| 2018 | Miracle (기적 같은 이야기)     | –                                  |
| 2018 | I’m So Sick (1도 없어)         | Vishop (Vikings League)            |
| 2019 | %% (Eung Eung) (응응)          | Tiger Cave                         |
| 2019 | Everybody Ready?               | –                                  |
| 2020 | Dumhdurum (덤더럼)             | Vishop (Vikings League)            |
| 2020 | Moment                         | –                                  |
| 2021 | Thank You                      | Yoo Sungkyun (Sunnyvisual)         |
| 2022 | Dilemma                        | Minjun Lee, Hayoung Lee (MosWantd) |
| 2023 | D N D                          | Beomjin (VM Project Architecture)  |
| 2023 | Pink Christmas                 | –                                  |
| 2024 | Wait Me There                  | –                                  |

## Statistik

### Chartauswertung
|                     | KR     | JP     |
| ------------------- | ------ | ------ |
| Nummer-eins-Alben   | KR3KR  | JP—JP  |
| Top-10-Alben        | KR16KR | JP2JP  |
| Alben in den Charts | KR16KR | JP10JP |

|                       | KR     | JP    |
| --------------------- | ------ | ----- |
| Nummer-eins-Singles   | KR—KR  | JP—JP |
| Top-10-Singles        | KR9KR  | JP8JP |
| Singles in den Charts | KR50KR | JP9JP |

|                          | JP    |
| ------------------------ | ----- |
| Nummer-eins-Videoalben   | JP—JP |
| Top-10-Videoalben        | JP—JP |
| Videoalben in den Charts | JP5JP |